# HYDRANT
HYDRANT（ハイドラント）は、BSM,INCのGADGETに所属する、Techno DJ出身のサウンドクリエイター・ソングライター・編曲家。

## 楽曲提供
- 嵐
  - Snowflake（作曲・編曲）
  - 太陽の世界（作詞・作曲）
  - Move your body（作詞）
  - truth（作詞・作曲）
  - マダ上ヲ（作詞）
  - サーカス（作曲）
  - Lotus（作曲）
  - Breathless（作詞）
  - Dance in the dark（作曲）
  - Fly（作詞）
  - キミの夢を見ていた（作詞・作曲）
  - Hope in the darkness（作詞）
  - more and more（作詞）
  - マスカレード（作詞・作曲）

## 参考
出典：BSM,INCホームページ
| スタブアイコン | サブスタブ | この項目は、まだ閲覧者の調べものの参照としては役立たない、音楽関係者（バンド等）に関連した書きかけの項目です。この項目を加筆・訂正などしてくださる協力者を求めています（P:音楽/PJ:芸能人）。 |